# Aline och Valcour
Aline och Valcour, Aline et Valcour; ou, Le Roman philosophique, är en brevroman av Markis de Sade. I romanen kontrasteras ett brutalt afrikanskt kungadöme med ett utopiskt socialistiskt paradis vid namn Tamoé och som leds av "filosofikungen" Zamé. Sade skrev boken under 1780-talet då han satt fängslad i Bastiljen. Den publicerades 1795 och var den första boken som publicerades i hans eget namn.